# Mimosa pachycarpoides
Mimosa pachycarpoides är en ärtväxtart som beskrevs av Gustaf Oskar Andersson Malme. Mimosa pachycarpoides ingår i släktet mimosor, och familjen ärtväxter. Inga underarter finns listade i Catalogue of Life.